# المقبرة الحضرية القديمة
المقبرة الحضرية القديمة تُعرف أيضًا باسم مقبرة البلدية تقع في أجواديلا بورتوريكو، وهي مقبرة بها مدافن يعود تاريخها إلى العام 1813 أو 1814. بالقرب من المدخل الشمالي لمدينة أجواديلا، تتمدد بين الشاطئ وسفح الجبل، وهي محاطة بقذائف الهاون و جدران حجرية. وهي تقع عند سفح كويستا فيجا، أحد قطاعات أغواديلا باريو بويبلو. العديد من مقابرها القديمة المصنوعة من الطوب والحجر والملاط تضررت في زلزال عام 1918 (على الأرجح زلزال سان فيرمين عام 1918).
بدأ استخدام المقبرة عندما لم يعد مسموحًا بالدفن في فناء الكنيسة. تشمل المقابر قبر الشاعر خوسيه دي خيسوس إستيفيس، والرسام رافائيل أرويو جيلي، ولويس آر إستيفيس (أول خريج بورتوريكي من ويست بوينت).
تم تقسيم المقبرة في الأصل إلى أقسام خاصة بالكاثوليك وغير الكاثوليك. تم إدراجه في السجل الوطني للأماكن التاريخية عام 1985.